# 諾德島
66°45′S 141°33′E / 66.750°S 141.550°E
諾德島（Nord Island），是南極洲的島嶼，位於阿黛利地，屬於寇松群島的一部分，在1951年由法國探險隊繪入地圖和命名，現時由南極條約體系管理。